# Verso una teoria dell'istruzione
Verso una teoria dell'istruzione (Toward a Theory of Instruction) è un saggio dello psicologo statunitense Jerome Bruner, pubblicato nel 1966.

## Contenuto
Secondo lo psicologo statunitense, lo sviluppo tecnologico moderno ha trasformato il mondo dell'istruzione. In questo nuovo contesto, cultura e tecnologia devono armonizzarsi. La scuola deve quindi rinnovarsi secondo un modello che necessita di porre attenzione sui modelli di sviluppo e di crescita intellettuale dell'alunno. Questo modello deve essere prescrittivo e normativo, con un lavoro svolto per unità didattiche. Il centro delle discipline di studio è l'uomo e si rende necessario porre l'accento sulle forze di umanizzazione e il linguaggio. Da ricordare è il fatto che questa nuova teoria dell’istruzione non è una teoria chiusa e immutabile. Essa deve essere tenuta in costante apertura verso nuove prospettive.

## Edizioni
- Jerome Bruner, Verso una teoria dell'istruzione, Roma, Armando, 1982.